# ローソン・シーエス・カード
株式会社ローソン・シーエス・カードは、かつて存在したローソングループのクレジット会社である。

## 概要
ローソン・クレディセゾン・三菱商事の共同出資により設立。イシュアをクレディセゾン（後にキュービタス）が担当することで、ローソンのハウスカードを発行するために発足。ダイエーグループから離れたことにより、オーエムシーカード発行の提携カードに変わる新たなハウスカードを発行するというのが主眼となっていた。
2008年4月30日付で、ローソンの持分の株式が全てクレディセゾンに売却され、更にその後クレディセゾンに吸収された為、当社が発行していたローソンパスは、クレディセゾン発行のカードとなった。
クレディセゾンに吸収合併された後に発行されたローソンパスには、正式にセゾンカードのロゴが付加されているが、それ以前のカードもセゾンカードが利用可能店舗において「セゾンカード」扱いで処理されていた。

## 提供していた商品
- ローソンパス
- JMBローソンパス